# Llengües arawanes
Les llengües arawanes o arauanes són una família de llengües indígenes de la selva amazònica de l'occident del Brasil i una part limítrofa del departament d'Ucayali, al Perú (selva amazònica sud-occidental). La família pren el seu nom d'una llengua actualment extinta de la família, l'arawá.

## Classificació

### Classificació interna
Les llengües i dialectes coneguts de la família arawá es poden agrupar en 6 idiomes diferenciats (les xifres entre parèntesis són el nombre de parlants):
A. Paumarí c. 870 parlants (1984).
B. Madi, c. 480 (2005), del que es coneixen tres dialectes estretament emparentats:
1. Jarawara (c. 180) (també conegut com Jaruára, Yarawara)
2. Jamamadí (c. 190) (també conegut com Yamamadi)
3. Banawá (c. 100)
C. Sorowahá c. 130 (1995). (també conegut com Suruahá o Zuruahá)
D. Dení-Kulina 
1. Dení c. 750 (2002).
2. Kulina c. 780-1.265 (1997); 2.940 (2002). (també conegut com Culina-Madijá, Culina)
E. Arawá (també conegut com Arawá, Arua) (†, extingit el 1877, a causa del xarampió)
A més d'aquests grups Kaufman (1994) afegeix el Kanamanti com un subrupo de madi, encara que ni Dixon (1999) ni Gordon (2005) llisten aquesta variant, ja que consideren que es tracta d'un nom alternatiu del Jamamadi. Els Zuruahá o Sorowahá, van ser contactats per primera vegada el 1980, per Dan Everett, a una excursió de 3 dies a partir del territori dels Dení. Les primeres dades de la llengua van ser recollits en 1994.

### Relació amb altres llengües
Dixon que ha fet treball de camp sobre aquestes llengües i molts altres lingüistes la consideren com a família independent, no emparentada amb altres famílies veïnes. D'altra banda, sovint s'engloba a les llengües arauanas dins d'una hipotètica família macro-arawakana i alguns com a part d'una macrofamília amb les llengües tucanes. Tanmateix, l'evidència en favor d'aquestes dues últimes hipòtesis és feble.

## Descripció lingüística

### Lèxic comparat
Dixon (1999) proporciona la següent taula de pronoms personals:
|        | Dení | Kulina | Madí | Yaruara | Sorowahá | PROTO- ARAWÁ |
| ------ | ---- | ------ | ---- | ------- | -------- | ------------ |
| 'jo'   | owa  | owa    | owa  | owa     | aro      | *o-wa        |
| 'tú'   | tia  | tiwa   | tiwa | tiwa    | taa      | *ti-wa       |
| 'ell'  | poni | poni   | hini | hine    | ini      | *po-ni       |
| 'ella' | poa  | powa   | __   | hiwa    | __       | *po-wa       |
Els numerals en diferents llengües arauanas són:
|     | Dení        | Kulina | Yamamadí             | Yaruára | Banawá    | Sorowahá    | Paumarí                     | PROTO- ARAUANO |
| --- | ----------- | ------ | -------------------- | ------- | --------- | ----------- | --------------------------- | -------------- |
| '1' | uhari-aru   | ohari- | ohari (m)/ ohare (f) | ohari   | owaria    | wan-zɨ      | hoara-na (m) / hoara-ni (f) | *ohari-        |
| '2' | pama-ru     | pama-  | fame (m)/ fama (f)   | ɸama    | fama      | uhwama-zɨ   | ɓami-ki                     | *pama-         |
| '3' | 2-S1 + 1-S₂ |        | 2 one 1-S1           |         | 2 one 1   | 2-S1 + 1-S₂ | a-hoara-bakosiki            | *2+1           |
| '4' | 2-S₃ + 2-S₃ |        | 2 one 2-S₂           |         | 2-S1 2-S1 | 2 'pares'   | aako-ɓama-hakhamaki         | *2+2           |